# Stenomesius anati
Stenomesius anati är en stekelart som beskrevs av Muhammad Sharif Khan och Jaikishan Singh 1994. Stenomesius anati ingår i släktet Stenomesius och familjen finglanssteklar. Inga underarter finns listade i Catalogue of Life.